# Escrita umê

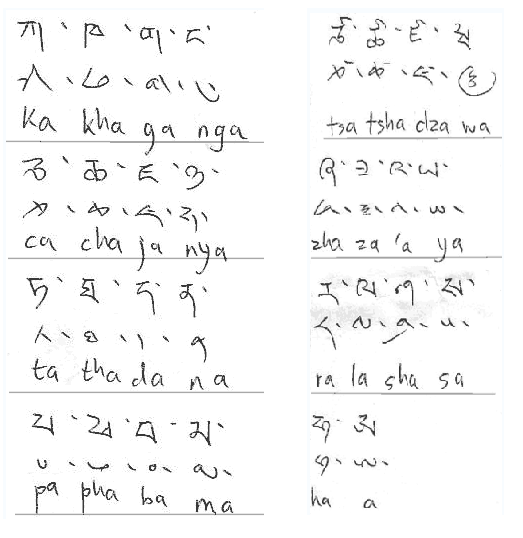
Escrita Uchen, escrita umê e transliteração

A escrita Umê (དབུ་མེད་ umɛ̂ - nomes da forma de incluem ume, u-me) é a forma cursiva da escrita tibetana. O nome significa “sem cabeça”, sendo  o estilo usado tanto para caligrafia como para taquigrafia. Uma característica distintiva dessa caligrafia umê na comparação como a escrita uchen é a ausência da linha guia horizontal ao longo do topo das letras. A marca chamada tseg  (་)  que fica entre as sílabas é muitas vezes aparece como um traço vertical. Há dois tipos da escrita Umê:
- Zhuza (འབྲུ་ཙ་ 'bru-tsa), usado em documentos escritos.
- Bêcug (དཔེ་ཚུགས་ dpe-tshugs), usada em escrituras sagradas.

Existe também uma forma “impressa”, em blocos da escrita tibetana (que contém a linha horizontal) chamada de Uchen  (དབུ་ཅན་ - u-can, "com uma cabeça").

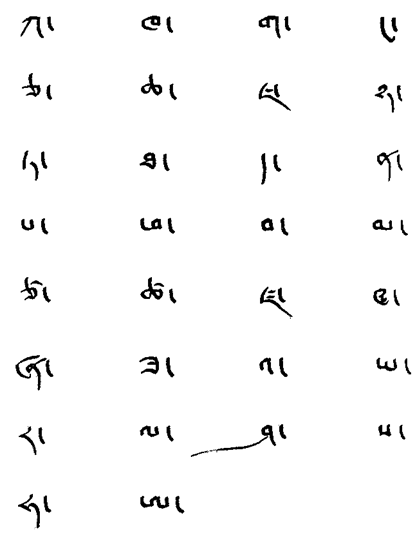
Outro exemplo da escrita Umê – vê-se a marca tseg (་)